# Cléder
Cléder är en kommun i departementet Finistère i regionen Bretagne i västra Frankrike. Kommunen ligger i kantonen Plouzévédé som tillhör arrondissementet Morlaix. År 2022 hade Cléder 3 582 invånare.

## Befolkningsutveckling
Antalet invånare i kommunen Cléder
Referens:INSEE